# 滋賀県立守山北高等学校
滋賀県立守山北高等学校（しがけんりつ もりやまきたこうとうがっこう）は、滋賀県守山市にある県立高等学校である。通称は「もりきた」。

## 概要
生徒の急増期であった1983年（昭和58年）に開校した県立高等学校であり、同年に新設した高等学校の1校として開校した。時計塔がシンボルとなっており、それを基にしたマスコットキャラクターのモリキタヌキが居る。

## 歴史
- 1983年（昭和58年）4月 - 開校。
- 2006年（平成18年） - スローガン「ほら ここに 人を想う心がある」を制定[4]。同スローガンは同年の在校生から募集したものである[4]。

## 基礎データ

### 象徴
- 校歌 - 作詞：西川宏、作曲：青木千香子[5]
- 校章 - 「守山」を英語表記（Moriyama）とした時の頭文字、「M」をあしらい、それを山に見立てたもの[6]。常に頂上へ向かうチャレンジ精神を表したものである[6]。

### スローガン
- 校訓 - はつらつ・すこやか・たくましく[1]
- 教育目標 - ほら ここに 人を想う心がある[4][7][8]

## 設置学科
- 普通科[8]

## 部活動
- 運動部 - 硬式野球（男）、陸上競技、サッカー（男）、硬式テニス、バスケットボール、バレーボール（女）、バドミントン、卓球[9]
- 文化部 - パソコン、美術、吹奏楽、書道、華道、写真[10]

※サッカー部は全国高等学校サッカー選手権大会への出場歴がある。

## 著名な卒業生
- くっきー！ - お笑い芸人（野性爆弾）[卒業生 1]
- ロッシー - お笑い芸人（野性爆弾）[卒業生 1]
- 村瀬和隆 - 元プロサッカー選手[卒業生 2]
- 吉川健太 - 元プロサッカー選手[卒業生 3]
- 吉川拓也 - 元プロサッカー選手[卒業生 4]
- 田中克憲 - 俳優

## アクセス
- 近江鉄道バス「守山北高前」停留所下車[12]

## その他
- 朝読書の時間に守山市立図書館の司書を外部講師として招き、絵本の読み聞かせを行っている[13]。この取り組みは2004年（平成16年）から開始されたものであり、月に1回のペースで開催される[14][15]。